# Senecio petraeus
Senecio petraeus là một loài thực vật có hoa trong họ Cúc. Loài này được Boiss. & Reut. miêu tả khoa học đầu tiên năm 1852.